# Talsperre Big Bend
Die Talsperre Big Bend (englisch Big Bend Dam) ist eine Talsperre mit Wasserkraftwerk im Bundesstaat South Dakota, USA. Sie staut den Missouri River, der an dieser Stelle die Grenze zwischen dem Buffalo und Lyman County bildet, zu einem Stausee (engl. Lake Sharpe) auf. Die Kleinstadt Fort Thompson liegt am linken Flussufer in unmittelbarer Nähe der Talsperre.
Mit dem Bau der Talsperre wurde 1959 begonnen. Sie wurde 1964 fertiggestellt. Die Talsperre dient in erster Linie der Stromerzeugung und dem Hochwasserschutz. Sie ist im Besitz des United States Army Corps of Engineers (USACE) und wird auch von USACE betrieben.

## Absperrbauwerk
Das Absperrbauwerk ist ein Erdschüttdamm mit einer Höhe von 29 m (95 ft) über der Gründungssohle. Das Maschinenhaus des Kraftwerks befindet sich auf der rechten Flussseite, die Wehranlage mit der Hochwasserentlastung auf der linken. Die Wehranlage besteht aus 8 Wehrfeldern.
Die Dammkrone liegt auf einer Höhe von 434 m (1423 ft) über dem Meeresspiegel. Die Länge der Dammkrone (einschließlich der Wehranlage) beträgt 3222 m (10.570 ft). Die maximale Breite des Staudamms liegt bei 366 m (1200 ft) an der Basis. Das Volumen des Staudamms beträgt 13 Mio. m³ (17 Mio. cubic yards); an Beton wurden 412.860 m³ (540.000 cubic yards) verbaut.
Über die Hochwasserentlastung können maximal 7645 m³/s (270.000 cft/s) abgeleitet werden,.

## Stausee
Beim normalen Stauziel von 433 m (1420 ft) erstreckt sich der Stausee über eine Fläche von rund 230,2 km² (56.884 acres) und fasst 2,22 Mrd. m³ (1,8 Mio. acre-feet) Wasser; er erreicht dabei eine Länge von 129 km (80 miles). Mit dem Einstau wurde im Dezember 1963 begonnen; das Stauziel wurde im Dezember 1966 erreicht.

## Kraftwerk
Das Maschinenhaus des Kraftwerks befindet sich auf der rechte Seite des Staudamms. Die installierte Leistung des Kraftwerks beträgt 494 MW. Die durchschnittliche Jahreserzeugung liegt bei 986 Mio. kWh. Von den 8 Kaplan-Turbinen des Kraftwerks leisten 3 maximal 67,3 MW und die restlichen 5 jeweils maximal 58,5 MW. Die Nenndrehzahl der Turbinen liegt bei 82/min. Die Fallhöhe beträgt 21 m (70 ft).